# Jardim do Seridó (ort)
Jardim do Seridó är en ort i Brasilien.   Den ligger i kommunen Jardim do Seridó och delstaten Rio Grande do Norte, i den östra delen av landet, 1 600 km nordost om huvudstaden Brasília. Jardim do Seridó ligger 223 meter över havet och antalet invånare är 9 520.
Terrängen runt Jardim do Seridó är huvudsakligen platt. Jardim do Seridó ligger nere i en dal. Närmaste större samhälle är Parelhas, 17,3 km sydost om Jardim do Seridó.
Omgivningarna runt Jardim do Seridó är huvudsakligen savann. Runt Jardim do Seridó är det ganska glesbefolkat, med 29 invånare per kvadratkilometer.